# هفت بهار ای‌پینک
آلبوم هفت بهار اِی‌پینک (به انگلیسی: Seven Springs of Apink) اولین آلبوم گروه کره‌ای ای پینک است که در ۱۹ آوریل ۲۰۱۱ منتشر شد. آهنگ‌های "I don't Know" و "It Girl" از این آلبوم برای معرفی آلبوم استفاده شدند.
در ۲۱ آوریل ۲۰۱۱ این آلبوم موفق شد در M! Countdown جایزه کسب کند.

## لیست آهنگ‌ها
| شماره      | نام                              | سراینده          | آهنگساز                    | مدت   |
| ---------- | -------------------------------- | ---------------- | -------------------------- | ----- |
| ۱.         | «Seven Springs of Apink»         | G.NA             | سوپر چانگدای، بائه یانگ هو | ۱:۴۴  |
| ۲.         | «I Don't Know» (몰라요; Mollayo) | سوپر چانگدای     | سوپر چانگدای               | ۳:۴۲  |
| ۳.         | «It Girl»                        | کیم گان وو       | کیم گان وو، سونگ گی هونگ   | ۳:۲۳  |
| ۴.         | «Wishlist»                       | شین سادونگ تایگر | شین سادونگ تایگر           | ۳:۳۳  |
| ۵.         | «Boo»                            | سوپر چانگدای     | سوپر چانگدای               | ۳:۰۸  |
| مجموع مدت: | مجموع مدت:                       | مجموع مدت:       | مجموع مدت:                 | ۱۵:۳۰ |